# David Goodier
David Goodier – angielski muzyk. Obecnie jest basistą zespołu rockowego Jethro Tull.
Goodier pracował z wieloma artystami świata, grających jazz, pop oraz rock, jak również nierzadko grywał w teatralnych zespołach muzycznych.
Od 2002 roku występuje wraz z Ianem Andersonem.
W lecie 2006 roku towarzyszył brytyjskiemu sopranowi Lesleyowi Garrettowi podczas trasy koncertowej po Wielkiej Brytanii.